# جيوفري لورنس
جيوفري لورنس (بالإنجليزية: Geoffrey Laurence)‏ هو رسام أمريكي، ولد في 1949.